# Mont Rouch
Le mont Rouch (Mont-roig en catalan), culminant de 2 863 à 2 868 m, est un sommet frontalier des Pyrénées entre l'Espagne et la France. Côté français, il se situe dans le département de l'Ariège en région Occitanie. Côté espagnol, il se situe en Pallars Sobirà, dans la province de Lérida en Catalogne.

## Toponymie
Il doit son nom à la couleur rougeâtre de ses roches.

## Géographie

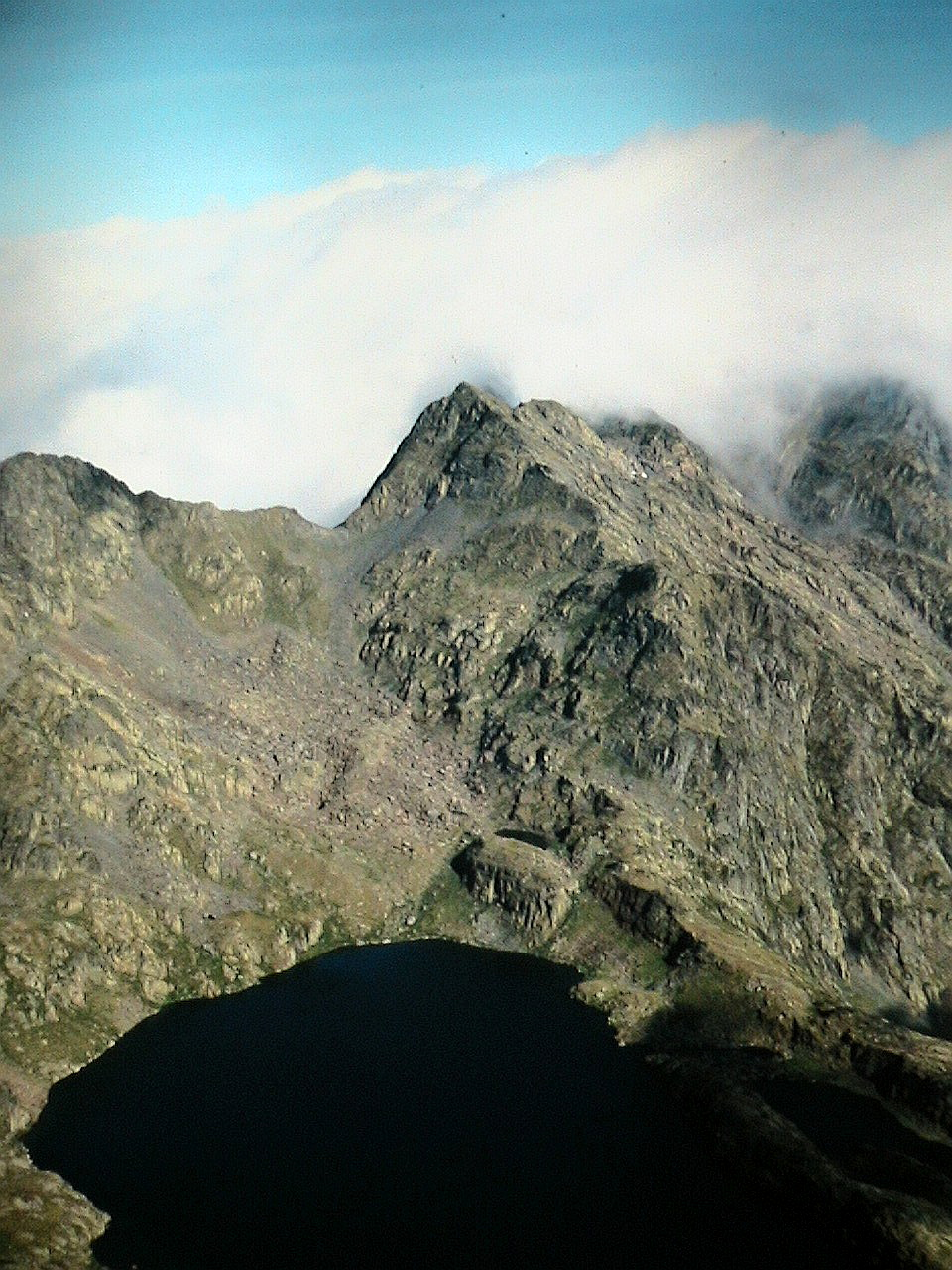
Vue partielle du mont Roig (à droite dans le nuage) ; au premier plan, l'étang Major de la Gallina avec au centre le pic de la Gallina (2754 m).

Le mont Rouch est une montagne massive qui présente deux cimes distinctes, toutes deux frontalières : le mont Rouch de France (2 856 à 2 868 m) et le mont Rouch d'Espagne (2 863 à 2 864 m).
Il est en limite du territoire de la commune de Couflens en Ariège et du territoire de la commune de Lladorre dans la comarque de Pallars Sobirà.
Le Salat, affluent de la Garonne, prend sa source sur son flanc nord à 1 944 m d'altitude. Il constitue le pont culminant du bassin du Haut-Salat, dominant de 20 m le mont Valier, lequel par sa position avancée est visible de loin en Ariège et Haute-Garonne. 

### Climat
Le climat est de type montagnard atlantique.
Parmi les 28 balises Nivôse de Météo-France, deux se trouvent en Ariège, dont celle du port d'Aula à 2 140 m, proche du mont Rouch.

## Voie d'accès
Depuis la France, c'est une montagne isolée, austère, impopulaire et difficile d'accès depuis le village de Salau vers le sud par la vallée du Léziou, randonnée classée T5 (randonnée alpine exigeante). 
Depuis l'Espagne, l'accès est plus aisé et environné de plusieurs lacs et étangs.
Accessible par une piste goudronnée depuis Tavascan, le refuge gardé de la Pleta del Prat au sud-est à 1 720 m d'altitude offre une base de départ (42° 40′ 40″ N, 1° 13′ 08″ E) avec une capacité d'accueil de 50 couchages. Il est relayé par le refuge de Mont-Roig Enric Pujol (étape sur la Haute randonnée pyrénéenne), en surplomb de l'étang inférieur de la Gallina, non gardé (2 290 m), avec 9 couchages et borne d'appel d'urgence.